# 布袋座火災
42°53′59″N 140°44′02″E / 42.8996160237745°N 140.733831070039°E
布袋座火災（日语：／ Hoteiza-kasai */?），是1943年（昭和18年）3月6日在日本北海道虻田郡俱知安町『布袋座』電影院所發生的火災，造成208人死亡，為日本史上死者最多的單一火災事故。火苗從放映室的電影膠捲竄出，由於起火速度快，放映室旁的出入口陷入火海，觀眾轉往緊急出口，但因積雪導致緊急出口無法打開，造成重大傷亡。電影膠捲起火的原因仍不明，事故現場后立有『布袋座遭難者慰霊碑』。